# Geoff Rowley
Pour les articles homonymes, voir Rowley.
Geoff Rowley est un skateboarder professionnel originaire de Liverpool, en Angleterre. Il est né le 6 juin 1976. Issu de la classe moyenne, il s'illustre par une dextérité par rapport à la nouvelle scène.

## Biographie
À 18 ans, il est repéré par DeathBox (qui deviendra Flip). Aidé par ses sponsors, il émigre bientôt en Californie et devient vite incontournable.
Végétalien provocateur, il a eu des démêlés avec la justice des États-Unis pour dégradation des biens public (« Faut pas être là quand il se prend la tête sur un trick !... ») et Flip lui fait un model en souvenir.
Il est élu skater de l'année 2000 par le magazine Thrasher. Il tourne deux vidéos, « Sorry » et « Really Sorry » de Flip et participe à « CHICHAGOF », de la marque de vêtements VOLCOM. Il est également connu pour être un grand fan du groupe Motörhead.
Il apparait dans une série de jeux vidéo sur le skateboard, intitulés "Tony Hawk's Pro Skater 1, 2, 3, 4, ..."
Dans le monde du skateboard, il entretient de très bonnes relations amicales avec Mark Appleyard, Arto Saari et Alex Moul.
Ses principaux sponsors sont : Vans, Flip, Volcom et Independent Trucks.